# Willem Scholten
Willem Scholten, né le 1er juin 1927 à Deventer et mort le 1er janvier 2005 à Leidschendam, est un homme politique néerlandais, membre de l'Union chrétienne historique (CHU), puis de l'Appel chrétien-démocrate (CDA).

## Biographie
Scholten est étudiant de 1945 à 1950 à l'académie nationale des impôts de Rotterdam et à l'université d'Amsterdam. En 1950, il est devient surnuméraire, d'abord à Zaandam, puis à Hoogezand, Venlo et Tiel. En 1951, il est affecté au département des finances à La Haye, au service des impôts directs.
Durant ses études, Scholten est devenu membre de la CHU. Il a également été président de la section Rotterdam et il a participé activement plus tard au travail national de l'association des jeunes du CHU. Il a également été pendant un temps président national des jeunes contact du conseil politiques.
Il est, de 1963 jusqu'en 1971, élu à la Seconde Chambre des États généraux. Dans le groupe parlementaire du CHU, il est chargé des affaires fiscales et de la problématique des petites et moyennes entreprises. En 1966, il est temporairement secrétaire adjoint puis devient la même année secrétaire de la CHU.
En 1971, Willem Scholten devient secrétaire d'État aux impôts dans le cabinet de Barend Biesheuvel. Après la démission du gouvernement, il est de nouveau représentant. Durant la même période, il est membre du Parlement européen.
Entre 1978 et 1980, il est ministre de la Défense dans le gouvernement dirigé par Dries van Agt. En 1978, il est nommé vice-président du Conseil d'État, fonction qu'il occupe jusqu'en 1997. Sur proposition du gouvernement, il est honorifiquement nommé au titre de ministre d'État par la reine Beatrix après son départ du Conseil d'État.
Tant dans ses conceptions politiques que personnelles, il a été conservateur.